# Делёнг, Павел
Па́вел Ма́цей Де́лёнг (пол. Paweł Maciej Deląg; род. 29 апреля 1970, Краков) — польский киноактёр.

## Биография
Павел Делёнг родился 29 апреля 1970 года в Кракове (Польша).
В 1993 году окончил Театральную школу имени Людвика Сольского в Кракове. В том же году вышел первый художественный фильм с его участием, который и принёс актёру широкую известность, — американская историческая драма «Список Шиндлера» режиссёра Стивена Спилберга.
В настоящее время на счету Павла Делёнга пятьдесят кинокартин, в том числе актёр исполнил много ролей в российских художественных фильмах и телесериалах.
Сестра — Дорота Делёнг, польская актриса и телеведущая.

## Фильмография
1. 1993 — Список Шиндлера / Schindler’s List (США) — Долек Хоровиц
2. 1995 — Молодые волки / Młode wilki (Польша) — «Бедрона»
3. 1997 — Люби и делай, что хочешь / Love and Do What You Want / Kochaj i rób co chcesz (Польша, США) — Дарек
4. 1997 — Марион из Фауэ / Marion du Faouët, chef de voleurs / Marion du Faouët (Польша, Франция) — Прево
5. 1997 — Молодые волки 1/2 / Młode wilki 1/2 (Польша) — «Бедрона»
6. 1997 — Слава и хвала / Sława i chwała (Польша) — Неволин
7. 1997 — Тёмная сторона Венеры / Ciemna strona Wenus (Польша) — парень
8. 1998 — Золото дезертиров / Zloto dezerterów (Польша) — Витольд Кицмиц
9. 1999 — Европейские тигры / Tygrysy Europy (Польша) — Яцек Лясковский
10. 2000 — Пацаны не плачут / Chlopaki nie placza (Польша) — Ярек Псикута
11. 2000 — Сезон лохов / Sezon na leszcza (Польша) — любовник Виолы
12. 2001 — Камо грядеши / Quo Vadis? (Польша, США) — Марк Виниций
13. 2002 — Хакер / Haker (Польша) — Даниэль
14. 2004 — Дикий / Dziki (Польша) — Шварц, человек Птасёра
15. 2006 — Я вам ещё покажу! / Ja wam pokażę! (Польша) — Адам
16. 2006 — 2008 — В добре и в зле / Na dobre i na złe (Польша) — Станислав Джевецки, пластический хирург
17. 2007 — Тайна секретного шифра / Tajemnica twierdzy szyfrów (Польша) — коммандер Ховард Компейн
18. 2008 — В июне 41-го — капитан Отто Регнер
19. 2008 — Дом / House (США) — Лавдале, офицер
20. 2009 — Сёмин — Томаш
21. 2009 — Снайпер. Оружие возмездия — Стас Михайловский (роль озвучил Владимир Антоник)
22. 2009 — 2011 — Цвет счастья / Barwy szczęścia (Польша) — Лукаш Халицкий, владелец автокомиссионки
23. 2010 — Единственный мужчина — Поль Тьерри
24. 2010 — Лицензия на воспитание / Licencja na wychowanie (Польша) — камео
25. 2010 — Покушение (Беларусь) — Бертран Луазон, летчик полка «Нормандия-Неман»
26. 2011 — Брак по завещанию. Возвращение Сандры — Константин Суворин (в титрах указан как Павел Делаг; роль озвучил Алексей Фатеев)
27. 2011 — В твоих глазах — Евгений Поляков, художник-аэрограф
28. 2011 — Вторая любовь — Игорь
29. 2011 — Выйти замуж за генерала — Александр Васильевич Карташов, полковник, лётчик ВВС ВС СССР
30. 2011 — Двое — Паша
31. 2011 — Ключ Саламандры / The Fifth Execution (Нидерланды, Россия, США) — Иваныч
32. 2011 — Немец (Беларусь) — Курт Шерхорн, штурмбаннфюрер СС, сотрудник «Аненербе»
33. 2011 — Судьба Рима / The Destiny of Rome (Франция) — Марк Антоний
34. 2012 — 1812: Уланская баллада (Беларусь, Польша, Россия, Чехия) — Анджей Ледоховский
35. 2012 — Жена Штирлица — Роман Петрович Звягинцев
36. 2012 — Искупление — Андрей Томашевский
37. 2012 — Комиссар Блонд и Око справедливости / Komisarz Blond i Oko sprawiedliwości (Польша) — Марек
38. 2012 — Отдел С.С.С.Р. (Россия, Беларусь) — Раймонд Ильвес, латыш и старший по званию в отделе (подполковник)
39. 2013 — Ангел или демон — Олег Яковлев, журналист, вдовец, отец Анастасии и Даниила Яковлевых
40. 2013 — Ледников — Колин Доусон, американский разведчик (фильм 5-й «На что ты готов ради неё»)
41. 2014 — Пляж — Сергей Парамонов, директор пляжа
42. 2014 — Чёрная река — Верийский
43. 2014 — Предмет обожания — Борис фон Дидериц
44. 2014 — Офицерские жёны — Петер Ангер
45. 2015 — Иные — Олег Сорокин, оперуполномоченный
46. 2015 — Непридуманная жизнь (Россия) — Алекс Томберг, американский писатель с русскими корнями
47. 2016 — Викинг — Анастас, священнослужитель из Корсуни
48. 2016 — Отель последней надежды — Дэн Уолш
49. 2016 — Пляж. Жаркий сезон — Сергей Парамонов, директор пляжа
50. 2016 — Двое против смерти — Божидар
51. 2017 — Сальса — Пётр
52. 2017 — Снайпер. Офицер СМЕРШ — Курт фон Дибиц
53. 2018 — Красота требует жертв — Кирилл Андреевич Ткаченко, подполковник, следователь по особо важным делам уголовного розыска, бывший жених Леры Клёновой, друг юности и соперник Игоря Кувшинова[3]
54. 2019 — Чёрный пёс — Грэг Бриннер
55. 2019 — Легенда Феррари — Максимилиан Эрмлер, журналист местной газеты
56. 2020 — Вражеские линии / Enemy Lines (Великобритания, Россия) — доктор Фабиан